# Loxoblemmus
Loxoblemmus är ett släkte av insekter. Loxoblemmus ingår i familjen syrsor.

## Bildgalleri

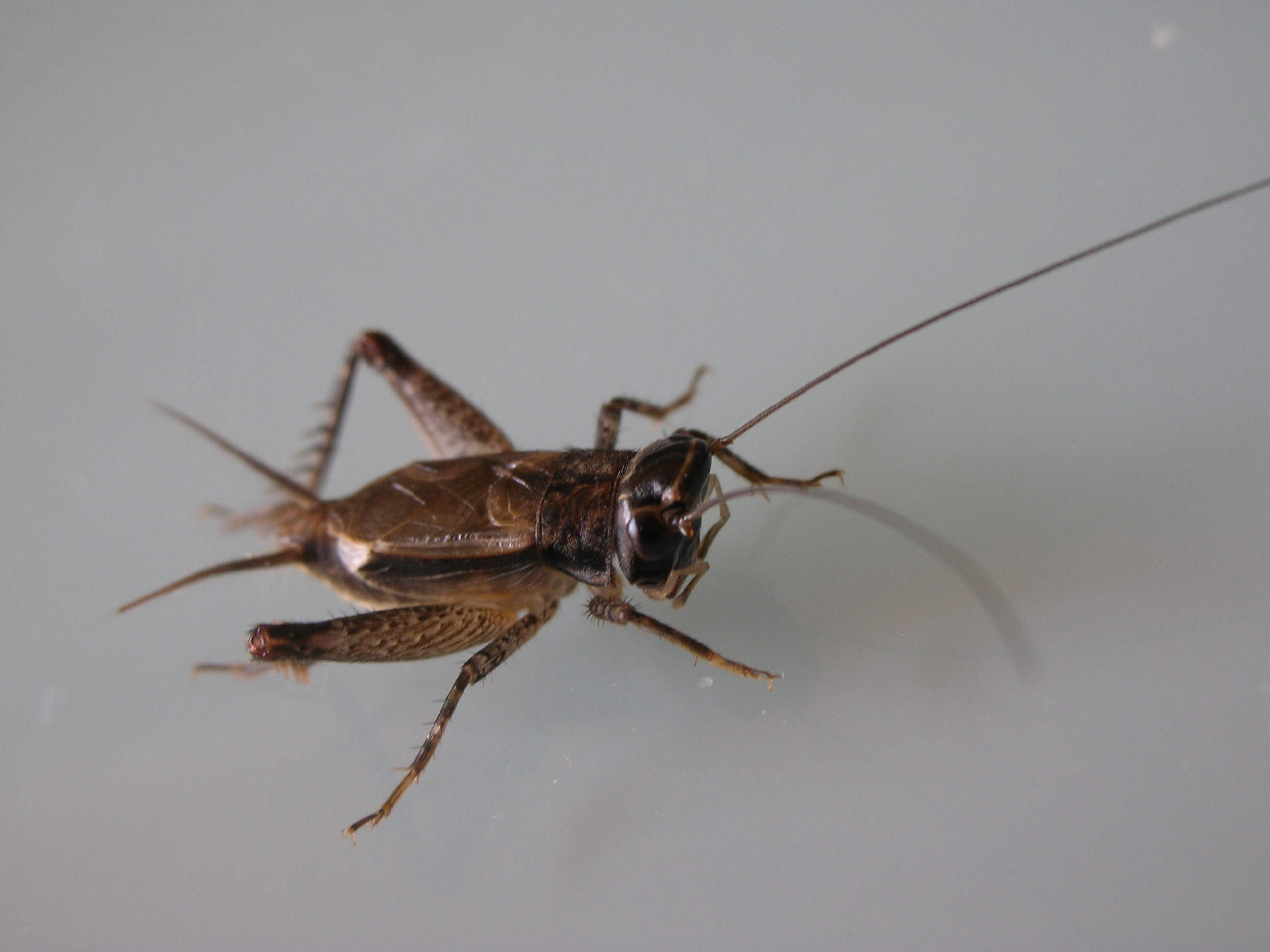

## Dottertaxa tillLoxoblemmus, i alfabetisk ordning[1]
- Loxoblemmus abotus
- Loxoblemmus adina
- Loxoblemmus angolensis
- Loxoblemmus angulatus
- Loxoblemmus animae
- Loxoblemmus aomoriensis
- Loxoblemmus appendicularis
- Loxoblemmus arietulus
- Loxoblemmus beybienkoi
- Loxoblemmus billabongus
- Loxoblemmus bilo
- Loxoblemmus binyaris
- Loxoblemmus brevipalpus
- Loxoblemmus brevipennis
- Loxoblemmus campestris
- Loxoblemmus cavifrons
- Loxoblemmus chopardi
- Loxoblemmus consanguineus
- Loxoblemmus dallacheus
- Loxoblemmus descarpentriesi
- Loxoblemmus detectus
- Loxoblemmus difficilis
- Loxoblemmus doenitzi
- Loxoblemmus ellerinus
- Loxoblemmus equestris
- Loxoblemmus escalerai
- Loxoblemmus fletcheri
- Loxoblemmus formosanus
- Loxoblemmus globiceps
- Loxoblemmus haani
- Loxoblemmus intermedius
- Loxoblemmus jabbarupus
- Loxoblemmus jacobsoni
- Loxoblemmus latifrons
- Loxoblemmus lativertex
- Loxoblemmus longipalpis
- Loxoblemmus macrocephalus
- Loxoblemmus magnatus
- Loxoblemmus marookus
- Loxoblemmus mirio
- Loxoblemmus monstrosus
- Loxoblemmus neoarietulus
- Loxoblemmus nigriceps
- Loxoblemmus nurroo
- Loxoblemmus obtusus
- Loxoblemmus pallens
- Loxoblemmus parabolicus
- Loxoblemmus peraki
- Loxoblemmus reticularus
- Loxoblemmus sagonai
- Loxoblemmus spectabilis
- Loxoblemmus subangulatus
- Loxoblemmus sylvestris
- Loxoblemmus taicoun
- Loxoblemmus timliensis
- Loxoblemmus truncatus
- Loxoblemmus tsushimensis
- Loxoblemmus verschuereni
- Loxoblemmus whyallus
- Loxoblemmus villiersi
- Loxoblemmus vividus
- Loxoblemmus yingally